# 2012년 FIFA 발롱도르
2012년 FIFA 발롱도르는 2013년 1월 7일 스위스 취리히에서 시상식이 열렸다.

## FIFA 발롱도르
| 순위 | 선수                  | 국적         | 클럽                         | 득표율 |
| ---- | --------------------- | ------------ | ---------------------------- | ------ |
| 1위  | 리오넬 메시           | 아르헨티나   | 바르셀로나                   | 41.60% |
| 2위  | 크리스티아누 호날두   | 포르투갈     | 레알 마드리드                | 23.68% |
| 3위  | 안드레스 이니에스타   | 스페인       | 바르셀로나                   | 10.91% |
| 4위  | 사비 에르난데스       | 스페인       | 바르셀로나                   | 4.08%  |
| 5위  | 라다멜 팔카오         | 콜롬비아     | 아틀레티코 마드리드          | 3.67%  |
| 6위  | 이케르 카시야스       | 스페인       | 레알 마드리드                | 3.18%  |
| 7위  | 안드레아 피를로       | 이탈리아     | 유벤투스                     | 2.66%  |
| 8위  | 디디에 드로그바       | 코트디부아르 | 첼시 / 상하이 선화           | 2.60%  |
| 9위  | 로빈 판 페르시        | 네덜란드     | 아스널 / 맨체스터 유나이티드 | 1.45%  |
| 10위 | 즐라탄 이브라히모비치 | 스웨덴       | AC 밀란 / 파리 생제르맹      | 1.24%  |
| 11위 | 사비 알론소           | 스페인       | 레알 마드리드                | 1.09%  |
| 12위 | 야야 투레             | 코트디부아르 | 맨체스터 시티                | 0.76%  |
| 13위 | 네이마르              | 브라질       | 산투스                       | 0.61%  |
| 14위 | 메수트 외질           | 독일         | 레알 마드리드                | 0.41%  |
| 15위 | 웨인 루니             | 잉글랜드     | 맨체스터 유나이티드          | 0.39%  |
| 16위 | 잔루이지 부폰         | 이탈리아     | 유벤투스                     | 0.35%  |
| 17위 | 세르히오 아구에로     | 아르헨티나   | 맨체스터 시티                | 0.30%  |
| 18위 | 세르히오 라모스       | 스페인       | 레알 마드리드                | 0.22%  |
| 19위 | 마누엘 노이어         | 독일         | 바이에른 뮌헨                | 0.21%  |
| 20위 | 세르히오 부스케츠     | 스페인       | 바르셀로나                   | 0.20%  |
| 21위 | 제라르드 피케         | 스페인       | 바르셀로나                   | 0.11%  |
| 22위 | 카림 벤제마           | 프랑스       | 레알 마드리드                | 0.11%  |
| 23위 | 마리오 발로텔리       | 이탈리아     | 맨체스터 시티                | 0.07%  |

## FIFA 올해의 여자 선수
| 순위 | 선수              | 국적   | 클럽               | 득표율 |
| ---- | ----------------- | ------ | ------------------ | ------ |
| 1위  | 애비 웜백         | 미국   | 매직잭             | 20.67% |
| 2위  | 마르타            | 브라질 | 튀레쇠 FF          | 13.50% |
| 3위  | 앨릭스 모건       | 미국   | 시애틀 사운더스    | 10.87% |
| 4위  | 사와 호마레       | 일본   | INAC 고베 레오네사 | 10.85% |
| 5위  | 크리스틴 싱클레어 | 캐나다 |                    | 10.33% |
| 6위  | 칼리 로이드       | 미국   |                    | 7.99%  |
| 7위  | 카미유 아빌리     | 프랑스 | 올랭피크 리옹      | 7.70%  |
| 8위  | 미야마 아야       | 일본   | 유노고 벨르        | 7.51%  |
| 9위  | 후쿠모토 미호     | 일본   | 유노고 벨르        | 7.32%  |
| 10위 | 메건 러피노       | 미국   | 시애틀 사운더스    | 2.89%  |

## FIFA 올해의 남자 축구 감독
| 순위 | 감독               | 국적       | 팀                  | 득표율 |
| ---- | ------------------ | ---------- | ------------------- | ------ |
| 1위  | 비센테 델 보스케   | 스페인     | 스페인              | 34.51% |
| 2위  | 조제 모리뉴        | 포르투갈   | 레알 마드리드       | 20.49% |
| 3위  | 주제프 과르디올라  | 스페인     | 바르셀로나          | 12.91% |
| 4위  | 로베르토 디 마테오 | 이탈리아   | 첼시                | 12.02% |
| 5위  | 알렉스 퍼거슨      | 스코틀랜드 | 맨체스터 유나이티드 | 5.82%  |
| 6위  | 위르겐 클로프      | 독일       | 보루시아 도르트문트 | 4.78%  |
| 7위  | 체사레 프란델리    | 이탈리아   | 이탈리아            | 3.34%  |
| 8위  | 로베르토 만치니    | 이탈리아   | 맨체스터 시티       | 3.10%  |
| 9위  | 요아힘 뢰프        | 독일       | 독일                | 1.15%  |
| 10위 | 유프 하인케스      | 독일       | 바이에른 뮌헨       | 1.00%  |

## FIFA 올해의 여자 축구 감독
| 순위 | 감독            | 국적     | 팀                    | 득표율 |
| ---- | --------------- | -------- | --------------------- | ------ |
| 1위  | 피아 순드하게   | 스웨덴   | 미국                  | 28.59% |
| 2위  | 사사키 노리오   | 일본     | 일본                  | 23.83% |
| 3위  | 브뤼노 비니     | 프랑스   | 프랑스                | 9.02%  |
| 4위  | 파트리스 레르   | 프랑스   | 올랭피크 리옹         | 7.64%  |
| 5위  | 질비아 나이트   | 독일     | 독일                  | 6.48%  |
| 6위  | 존 허드먼       | 잉글랜드 | 캐나다                | 6.31%  |
| 7위  | 요시다 히로시   | 일본     | 일본 U-17 / 일본 U-20 | 5.75%  |
| 8위  | 스티브 스완슨   | 미국     | 미국 U-20             | 5.02%  |
| 9위  | 마렌 마이네르트 | 독일     | 독일 U-20             | 3.70%  |
| 10위 | 호프 파월       | 잉글랜드 | 잉글랜드 / 영국       | 3.29%  |

## FIFA/FIFro 월드 베스트 XI
| 포지션 | 선수                | 국적       | 클럽                |
| ------ | ------------------- | ---------- | ------------------- |
| GK     | 이케르 카시야스     | 스페인     | 레알 마드리드       |
| DF     | 다니에우 아우베스   | 브라질     | 바르셀로나          |
| DF     | 제라르드 피케       | 스페인     | 바르셀로나          |
| DF     | 세르히오 라모스     | 스페인     | 레알 마드리드       |
| DF     | 마르셀루            | 브라질     | 레알 마드리드       |
| MF     | 사비 에르난데스     | 스페인     | 바르셀로나          |
| MF     | 사비 알론소         | 스페인     | 레알 마드리드       |
| MF     | 안드레스 이니에스타 | 스페인     | 바르셀로나          |
| FW     | 리오넬 메시         | 아르헨티나 | 바르셀로나          |
| FW     | 라다멜 팔카오       | 콜롬비아   | 아틀레티코 마드리드 |
| FW     | 크리스티아누 호날두 | 포르투갈   | 레알 마드리드       |

## FIFA 푸슈카시상
| 선수              | 국적       | 클럽         |
| ----------------- | ---------- | ------------ |
| 미로슬라우 스토흐 | 슬로바키아 | 페네르바흐체 |

## FIFA 회장상
- 프란츠 베켄바워

## FIFA 페어플레이상
- 우즈베키스탄 축구 연맹